# Victor Schertzinger

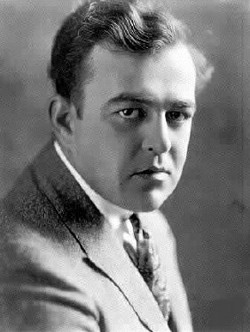
Victor Schertzinger

Victor L. Schertzinger (* 8. April 1888 in Mahanoy City, Pennsylvania; † 26. Oktober 1941 in Hollywood, Kalifornien) war ein US-amerikanischer Filmkomponist, Regisseur, Drehbuchautor und Filmproduzent.

## Leben
Victor Schertzinger studierte Musik an der Brown University in Providence, Rhode Island, und an der Universität von Brüssel in Belgien. Er tourte zunächst als Konzertviolinist um die Welt, bevor er sich als Dirigent für Symphonieorchester profilierte. 1916 kam er erstmals mit der Filmwelt in Kontakt, als er mit der musikalischen Untermalung des Films Civilization von Thomas H. Ince beauftragt wurde. Kurz darauf arbeitete er als Regisseur einer Filmreihe mit dem damals beliebten Darsteller Charles Ray, die Ince produzierte. Mit der Einführung des Tonfilms konzentrierte sich Scherzinger zunehmend auf seine Arbeit als Komponist. Er schrieb unter anderem einige musikalische Nummern für Liebesparade von 1929 und Paramount on Parade von 1930.
Sein größter finanzieller und künstlerischer Erfolg war 1934 One Night of Love mit Grace Moore. Scherzinger war bei der Oscarverleihung 1935 für den Oscar als bester Regisseur nominiert. Im Folgejahr drehte er mit Moore noch Love Me Forever. Den Rest der Dekade arbeitete Scherzinger hauptsächlich für Paramount Pictures. Anfang der 1940er drehte er unter anderem zwei Filme aus der erfolgreichen Road-to-Serie mit Bob Hope, Bing Crosby und Dorothy Lamour, ehe er 1941 51-jährig starb. Er fand im Forest Lawn Memorial Park in Glendale seine letzte Ruhestätte.

## Filmografie (Auswahl)
Als Regisseur
- 1917: The Pinch Hitter
- 1917: The Millionaire Vagrant
- 1917: The Clodhopper
- 1917: Sudden Jim
- 1917: The Son of His Father
- 1917: His Mother’s Boy
- 1918: The Hired Man
- 1918: The Family Skeleton
- 1918: Playing the Game
- 1918: His Own Home Town
- 1918: The Claws of the Hun
- 1918: A Nine O’Clock Town
- 1918: Coals of Fire
- 1918: Quicksand
- 1918: String Beans
- 1919: Hard Boiled
- 1919: Extravagance
- 1919: The Sheriff’s Son
- 1919: The Homebreaker
- 1919: The Lady of Red Butte
- 1919: When Doctors Disagree
- 1919: Other Men’s Wives
- 1919: Upstairs
- 1919: Jinx
- 1920: Pinto
- 1920: The Blooming Angel
- 1920: The Slim Princess
- 1920: What Happened to Rosa
- 1921: The Concert
- 1921: Made in Heaven
- 1921: Beating the Game
- 1922: Head Over Heels
- 1922: Mr. Barnes of New York
- 1922: The Bootlegger’s Daughter
- 1922: The Kingdom Within
- 1923: Dollar Devils
- 1923: Refuge
- 1923: The Lonely Road
- 1923: The Man Next Door
- 1923: The Scarlet Lily
- 1923: Lang lebe der König (Long Live the King)
- 1923: The Man Life Passed By
- 1923: Chastity
- 1924: Der Boy aus Flandern (A Boy of Flanders)
- 1924: Bread
- 1925: Flaming Love
- 1925: Man and Maid
- 1925: The Wheel
- 1925: Thunder Mountain
- 1925: The Golden Strain
- 1926: Sibirien (Siberia)
- 1926: The Lily
- 1926: The Return of Peter Grimm
- 1927: Stage Madness
- 1927: The Heart of Salome
- 1927: The Secret Studio
- 1928: The Showdown
- 1928: Der Schwur des Harry Adams (Forgotten Faces)
- 1929: Rothaut (Redskin)
- 1929: Nothing But the Truth
- 1929: The Wheel of Life
- 1929: Fashions in Love
- 1929: The Laughing Lady
- 1930: Paramount-Parade (Paramount on Parade)
- 1930: Safety in Numbers
- 1930: Heads Up
- 1931: The Woman Between
- 1931: Friends and Lovers
- 1932: Strange Justice
- 1932: Uptown New York
- 1933: The Constant Woman
- 1933: Cocktail Hour
- 1933: My Woman
- 1934: Beloved
- 1934: Das leuchtende Ziel (One Night of Love)
- 1935: Leise kommt das Glück zu Dir (Let’s Live Tonight)
- 1935: Love Me Forever
- 1936: The Music Goes ’Round
- 1937: Musik in den Fäusten (Something to Sing About)
- 1939: The Mikado
- 1940: Der Weg nach Singapur (Road to Singapore)
- 1940: Rhythm on the River
- 1941: Der Weg nach Sansibar (Road to Zanzibar)
- 1941: Kiss the Boys Goodbye
- 1941: Birth of the Blues
- 1942: The Fleet’s In